# 平面型乾燥機

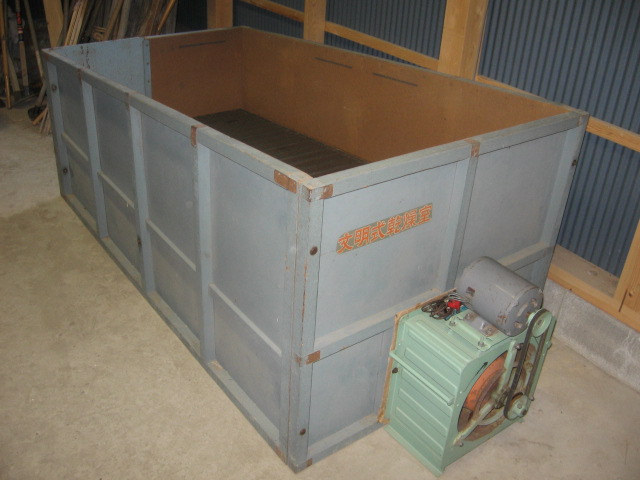
平型穀物乾燥機（乾燥容量が3石のもの）

平面型乾燥機（へいめんがたかんそうき）とは、収穫した穀物を温風で乾燥する農業機械である。平型乾燥機（ひらがたかんそうき）あるいは単に平乾（ひらかん）と呼ばれる方が多い。

## 形状と特徴
穀物を入れるプール状の乾燥箱、側面に温風を発生するための燃焼器具（火炉・バーナー）、送風機及びモーターからなる。乾燥箱には、小さい穴の開いた有孔鋼板あるいは目の細かな金網を張った木枠が敷かれている。
穀物一般の乾燥に適し、立型乾燥機に比べると非常にコンパクトである。ふつう木製または金属板製の組立式であるため、収穫期以外の不用時には分解して保管でき、乾燥機の収納場所が狭隘な場合には都合が良い。立型乾燥機が登場するまでは、この平面型乾燥機が籾や麦など主要穀物の乾燥に利用された。

## 乾燥方法
乾燥箱の有孔鋼板の上に穀物などを平らになるように積む。燃焼器具で暖められた空気は、送風機により熱風として乾燥箱下部から強制的に送られ、有孔鋼板を通って穀物の間を通り水分を除去する。

## その他注意点等
平面乾燥機では、通常穀物を循環させないため乾燥むらが起きやすい。そのため天地返し等により攪拌する必要がある。急激な乾燥は穀物の品質を劣化させる恐れがあるので、送風乾燥と併用し、徐々に乾燥を行うのが良い。
燃焼器具では通常灯油が使用されるが、以前は練炭を使用していた時代もあった。
また、椎茸の乾燥にも使われる。